# Visual Lies
Albums de Lizzy Borden
Menace to Society
(1986) Master of Disguise
(1989)
Visual Lies est le troisième album studio de Lizzy Borden, sorti en 1987 sous le label Metal Blade Records. L'album a atteint la 146e position au Billboard 200.

## Liste des titres
| No | Titre                     | Durée |
| -- | ------------------------- | ----- |
| 1. | Me Against the World      | 5:01  |
| 2. | Shock                     | 4:35  |
| 3. | Outcast                   | 4:22  |
| 4. | Den of Thieves            | 3:47  |
| 5. | Visual Lies               | 4:03  |
| 6. | Eyes of a Stranger        | 4:27  |
| 7. | Lord of the Flies         | 5:40  |
| 8. | Voyeur (I'm Watching You) | 4:32  |
| 9. | Visions                   | 5:22  |

| 10. | Me Against the World (demo bonus track)               | 4:54 |
| 11. | Lord of the Flies (demo bonus track)                  | 5:13 |
| 12. | Visual Lies (demo bonus track)                        | 4:08 |
| 13. | Me Against the World (bat2theskull remix bonus track) | 2:23 |

## Composition du groupe
- Lizzy Borden - chants
- Joe Holmes - guitare
- Gene Allen - guitare
- Mike Davis - basse
- Joey Scott Harges - batterie